# Astragalus hamiensis
Astragalus hamiensis är en ärtväxtart som beskrevs av S.B.Ho. Astragalus hamiensis ingår i släktet vedlar, och familjen ärtväxter. Inga underarter finns listade i Catalogue of Life.